# John Dickinson (politiker)
John Dickinson, född den 20 november 1732, död den 14 februari 1808, var en amerikansk advokat och politiker från Philadelphia, Pennsylvania och Wilmington, Delaware. Han var officer under Amerikanska revolutionen, en kontinentalkongressdelegat från Pennsylvania och Delaware, delegat till U.S. Constitutional Convention of 1787, President of Delaware och President of Pennsylvania. 
Han var på sin tid en av de mest välbärgade personerna i det brittiska Amerika och är känd som "the Penman of the Revolution" för sina Letters from a Farmer in Pennsylvania. Då Thomas Jefferson hörde nyheten om hans död beskrev han honom som "among the first of the advocates for the rights of his country when assailed by Great Britain" vars "name will be consecrated in history as one of the great worthies of the revolution." Dickinson College och Penn State University's Dickinson School of Law är uppkallade efter John Dickinson.